# Graham (Washington)
Graham az Amerikai Egyesült Államok északnyugati részén, Washington állam Pierce megyéjében elhelyezkedő statisztikai település. A 2010. évi népszámlálási adatok alapján 23 491 lakosa van.
A település iskoláit a Betheli Tankerület, míg a könyvtárat a Pierce County Library System üzemelteti.

## Népesség
A település népességének változása:
| Lakosok száma | 8739 | 23 491 | 32 658 |
|               | 2000 | 2010   | 2020   |

## Fordítás
- Ez a szócikk részben vagy egészben  a   Graham, Washington című angol Wikipédia-szócikk ezen változatának fordításán alapul.  Az eredeti cikk szerkesztőit annak laptörténete sorolja fel. Ez a jelzés csupán a megfogalmazás eredetét és a szerzői jogokat jelzi, nem szolgál a cikkben szereplő információk forrásmegjelöléseként.